# Die Farben der Zeit (Film)
Die Farben der Zeit (Originaltitel La venue de l’avenir, internationaler englischsprachiger Titel Colours of Time) ist eine Dramedy von Cédric Klapisch. Der in der Gegenwart und Ende des 19. Jahrhunderts spielende Film feierte im Mai 2025 im Rahmen der Internationalen Filmfestspiele von Cannes seine Premiere und kam am gleichen Tag in die französischen Kinos. Der Kinostart in Deutschland erfolgte Mitte August 2025.

## Handlung
Ein seit den 1940er Jahren unbewohntes Haus in der Normandie soll 2024 abgerissen werden und Parkplätzen für ein neues Einkaufszentrum weichen. Die Gruppe von rund 50 Nachkommen der früheren Besitzerin, die ihre Zustimmung geben müssen, bestimmt den Imker Guy, die Geschäftsfrau Céline, den Lehrer Abdel und den Content Creator Seb als Interessensvertretende. Bei einer gemeinsamen Ortsbegehung stoßen sie in dem verlotterten Haus auf eine Menge alter Dokumente und Bilder. Ihre Aufmerksamkeit wird auf die Spuren der geheimnisvollen Adèle gelenkt, die Ende des 19. Jahrhunderts mit gerade einmal 20 Jahren ihre Heimat, die Normandie, verlassen hat. Gemeinsam versuchen sie mehr über das Leben der jungen Frau herauszufinden.
Adèle hat sich auf den Weg nach Paris gemacht, um ihre wahre Mutter ausfindig zu machen, die sie als Baby weggegeben hatte.

## Produktion

### Filmstab und Besetzung

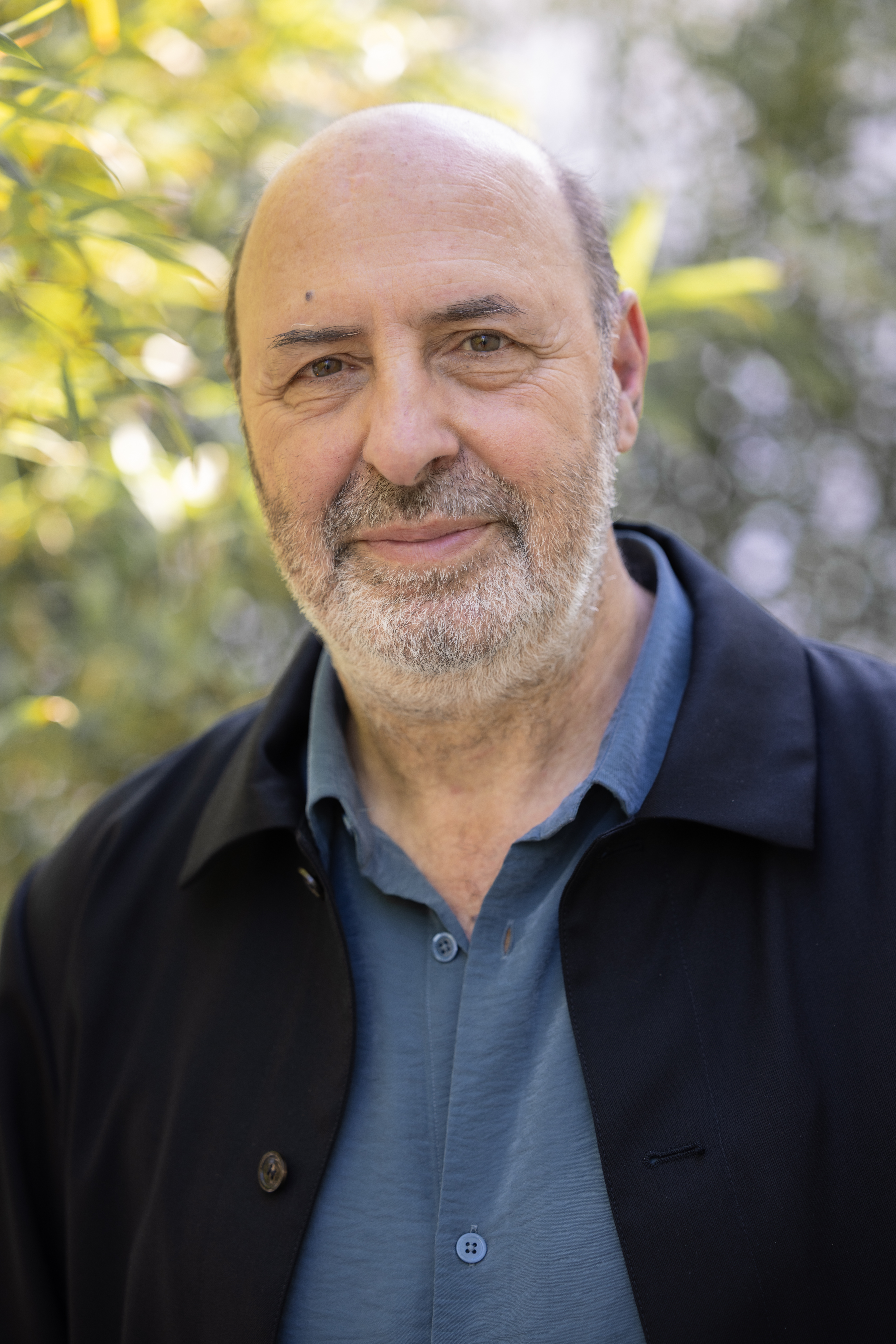
Regisseur Cédric Klapisch

Regie führte Cédric Klapisch, der gemeinsam mit Santiago Amigorena auch das Drehbuch schrieb. Den Filmschnitt übernahm, wie bei Klapischs Filmen Der Wein und der Wind und Das Leben ein Tanz, Anne-Sophie Bion.
Vincent Macaigne spielt den Imker Guy, Julia Piaton die Businessfrau Céline, Zinedine Soualem den Lehrer Abdel und Abraham Wapler den Fotografen Seb, die gemeinsam als Interessensvertretende der Erbengemeinschaft bestimmt werden. Suzanne Lindon spielt in der Vergangenheit die 21-jährige Adèle, Sara Giraudeau deren Mutter Odette, Paul Kircher den Maler Anatole und Vassili Schneider den Fotografen Lucien. Weiter auf der Besetzungsliste finden sich François Berléand und Cécile de France. Das Casting übernahm Constance Demontoy.

### Dreharbeiten und Filmmusik
Die Dreharbeiten fanden von Mitte April bis Ende Juni 2024 in der Normandie und im Paris Île-de-France statt, unter anderem am Gare Saint-Lazare und in den Studios de Bry in Val-de-Marne. Als Kameramann fungierte Alexis Kavyrchine, mit dem Klapisch ebenfalls bereits für Der Wein und der Wind und Das Leben ein Tanz zusammenarbeitete.
Die Filmmusik komponierte Robin Coudert.

### Marketing und Veröffentlichung
Der erste Trailer wurde Anfang Mai 2025 vorgestellt. Die Weltpremiere von Die Farben der Zeit erfolgte am 22. Mai 2025 bei den Filmfestspielen in Cannes. Dort wurde der Film außer Konkurrenz präsentiert. Am gleichen Tag kam der Film in die französischen Kinos. Ende Juni, Anfang Juli 2025 erfolgten Vorstellungen beim Filmfest München. Die Kinopremiere in Deutschland war am 14. August 2025.

## Rezeption

### Kritiken

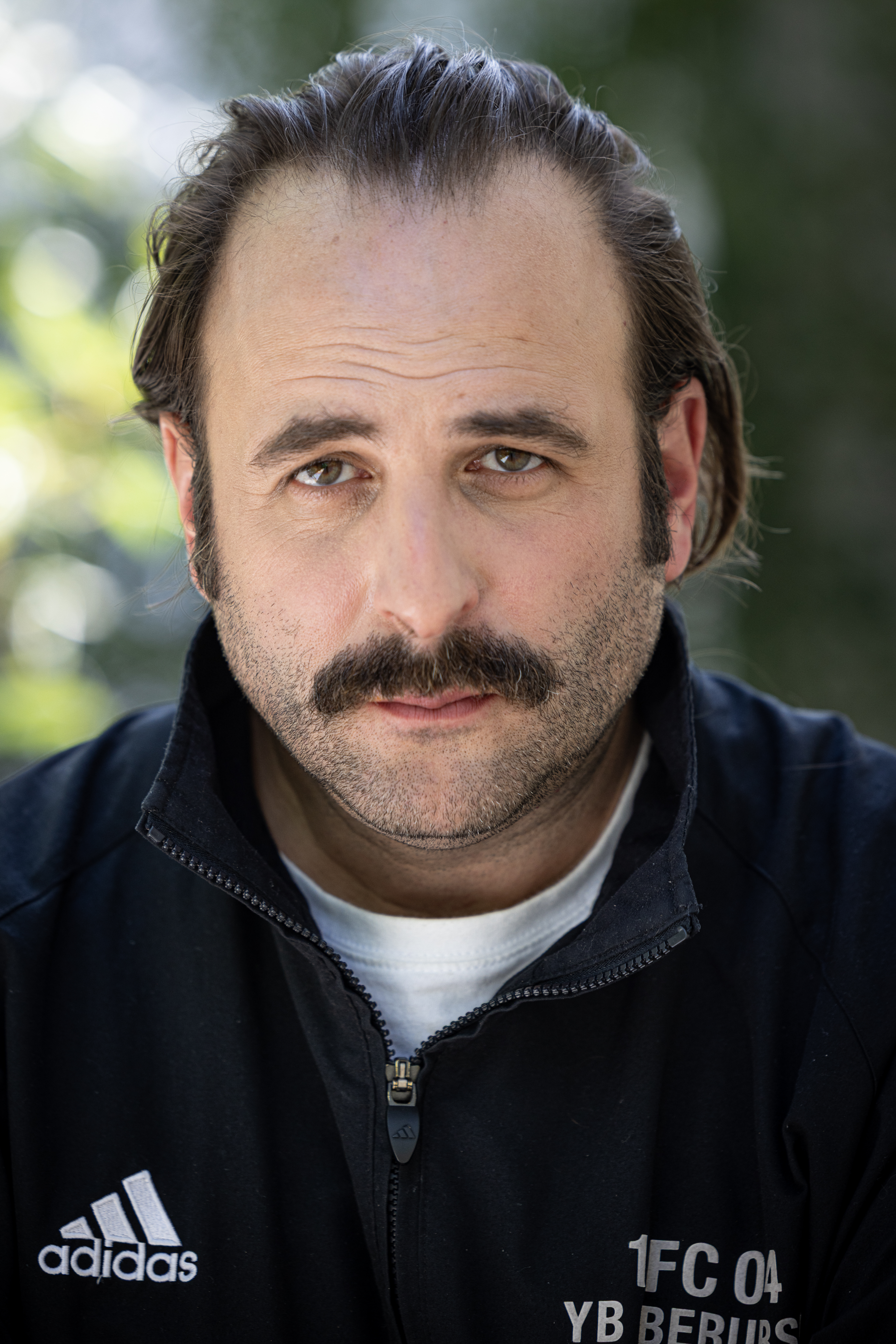
Vincent Macaigne spielt Guy

Simon Eberhard schreibt in seiner Kritik für outnow.ch, die Idee sei durchaus reizvoll, allerdings etwas enttäuschend umgesetzt. Die Tragikomödie komme nie richtig in die Gänge und schneide viele Themen an, ohne sie zu Ende zu erzählen. Der Geschichte fehle es an emotionaler Power, was auch an den vielen Protagonisten liege, zwischen denen der Film die Balance halten muss. Immerhin biete der Film für Kunst- und Fotografiefans den einen oder anderen Farbklecks.
Kira Taszman erwähnt in ihrer Kritik in der taz, dass der Montmartre, auf den es die drei jungen Figuren verschlägt, damals noch ein sehr ländliches Flair hatte, was beim Publikum von heute für Erstaunen sorge. Zwar sei die Betrachtung des Paris von 1895 mit ihrer Prise Feminismus und ihrem Herzen für Künstler und Ausgestoßene eine recht heutige, doch die Identifikation mit Adèle samt Neugierde auf ihre Lebensentscheidungen funktioniere deutlich besser als die Zeichnung der Figuren von 2025. Regisseur Cédric Klapisch komme es vor allem auf die Parallelen zwischen den beiden Epochen an, und so erweise sich Die Farben der Zeit als doppelte Erforschung der Herkunft und als Reise in eine Zeit voller Déjà-vus. Der Film suggeriere, dass die Belle Époque eine ähnlich bahnbrechende Epoche gewesen sei wie die postanaloge Zeit heute. Der Twist am Ende wiederum wirke wie aus einem Groschenroman, wie man ihn heute kaum noch findet.

### Auszeichnungen
Aegean Film Festival 2025
- Nominierung für den Publikumspreis